# Трибоелектрика
Трибоелектрика (рос. трибоэлектричество, англ. triboelectricity, нім. Triboelektrizität f) — явище виникнення електрики під час тертя тіл одне об одне. Сильний прояв Т. спостерігається, напр., при терті кварцу об кварц. Має місце загальна закономірність, згідно з якою при терті двох діелектриків позитивного заряду набуває той з них, у якого діелектрична проникність більша.
Трибоефект використовується у збагаченні корисних копалин у сепараторі трибоелектричному.